# Sozialgericht Reutlingen
Das Sozialgericht Reutlingen ist ein Gericht der Sozialgerichtsbarkeit. Das Gericht ist eines von acht Sozialgerichten in Baden-Württemberg und hat seinen Sitz in Reutlingen.

## Gerichtsgebäude

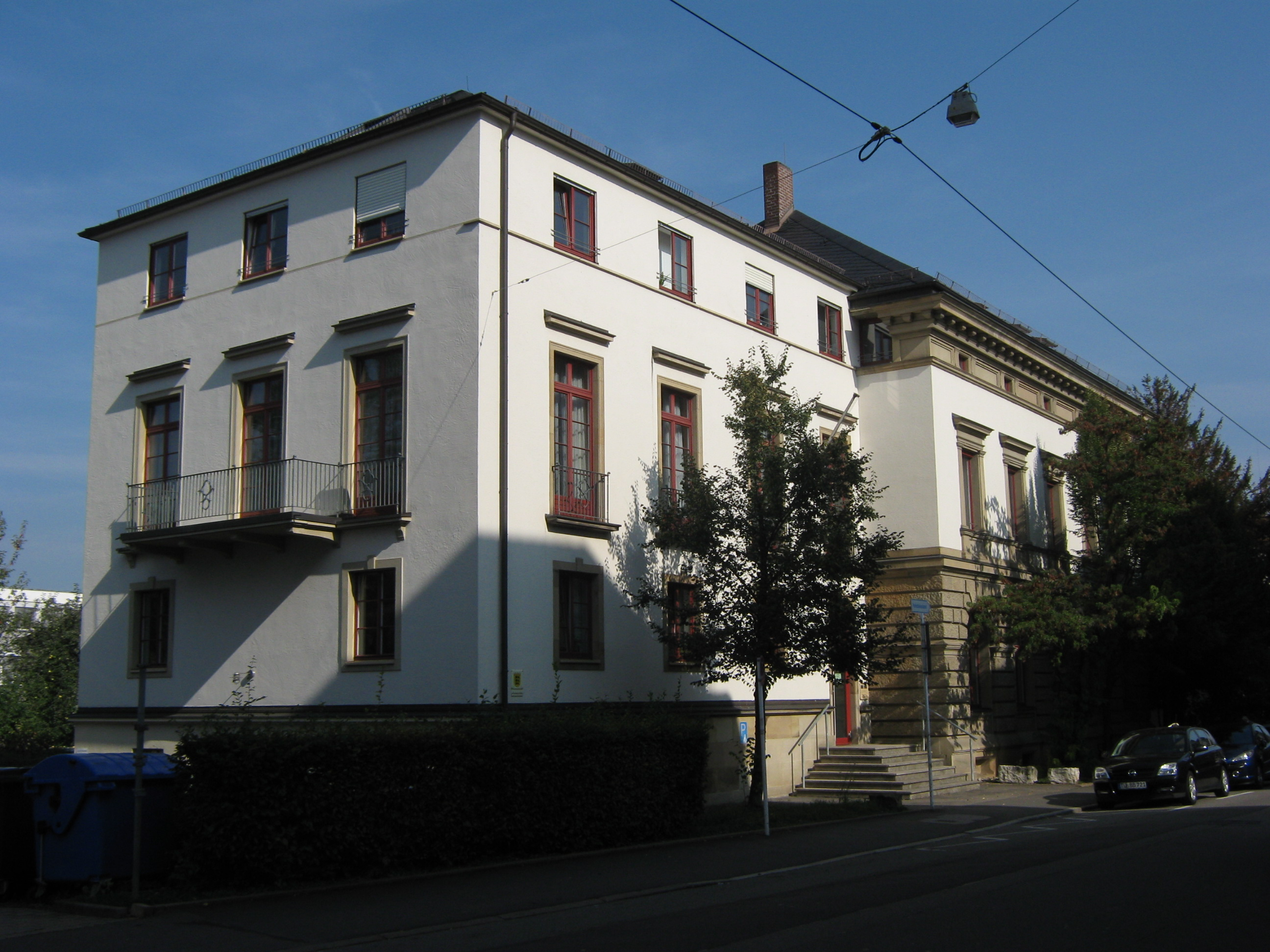
Sozialgericht Reutlingen

In der Schulstraße 11 befindet sich das Gerichtsgebäude des Sozialgerichts Reutlingen.

## Gerichtsbezirk  und übergeordnete Gerichte
Das Sozialgericht Reutlingen ist örtlich für den Landkreis Reutlingen, den Landkreis Tübingen, den Zollernalbkreis, den Landkreis Freudenstadt, den Landkreis Rottweil, den Landkreis Tuttlingen und den Schwarzwald-Baar-Kreis zuständig. Die sachliche Zuständigkeit ergibt sich aus dem Sozialgerichtsgesetz.
Auf Landesebene ist das Landessozialgericht Baden-Württemberg in Stuttgart das übergeordnete Gericht. Diesem ist wiederum das Bundessozialgericht, in Kassel angesiedelt, übergeordnet.